# Лотер Блюто
Лотер Блюто (фр. Lothaire Bluteau; нар. 14 квітня 1957, Монреаль) — канадський актор театру та кіно. Володар канадської премії «Геній» за виконання головної ролі у фільмі Дені Аркана «Ісус з Монреаля» (1989), також був номінований на цю ж премію за роль у фільмі Роберта Лепажа «The Confessional» (1995). Номінант премії ААСТА як найкращий актор за свою роботу у фільмі «Black Robe» (1991). Знімався в таких стрічках як «Орландо» (1992) та «Я стріляла в Енді Воргола» (1996). Визнаний найкращим актором на Міжнародному кінофестивалі в Хіхоні за роль у фільмі «Схильність» (1997).
Виконував роль Маркуса Алверса у третьому сезоні телесеріалу «24» (2008) та Шарля де Маріяка у серіалі «Тюдори» (2010), також зіграв Карла II Лисого у серіалі «Вікінги» (2015—2016).

## Вибрана фільмографія
- 1980 Les fils de la liberté
- 1980 Jeune délinquant
- 1983 Just a Game
- 1983 Un gars d'la place
- 1984 The Years of Dreams and Revolt
- 1984 Les enfants mal aimés
- 1986 Sonia
- 1986 Miami Vice
- 1987 In the Shadow of the Wind
- 1988 Bonjour Monsieur Gauguin
- 1988 Mourir
- 1988 La nuit avec Hortense
- 1989 Jesus of Montreal
- 1991 Black Robe
- 1991 The Persistence of Memory
- 1992 Orlando (Орландо)
- 1992 The Silent Touch
- 1992 Mrs. 'Arris Goes to Paris
- 1995 The Confessional
- 1995 Other Voices, Other Rooms
- 1996 I Shot Andy Warhol
- 1997 Nostromo
- 1996 Bent (Схильність)
- 1998 Conquest
- 1998 Animals a
- 1998 Shot Through the Heart (Снайпери)
- 1999 Senso unico
- 1999 Law & Order: Special Victims Unit (Закон і порядок: Спеціальний корпус)
- 1999 Restless Spirits
- 2000 Urbania
- 2000 Oz (В'язниця Оз)
- 2001 Solitude
- 2001 Закон і порядок: Злочинні наміри
- 2002 Dead Heat
- 2002 Snow Dogs
- 2002 Julie Walking Home
- 2003 Law & Order: Special Victims Unit (Закон і порядок: Спеціальний корпус)
- 2003 On Thin Ice
- 2004 24
- 2004 Gérald L’Écuyer: A Filmmaker's Journey
- 2004 Third Watch
- 2005 Desolation Sound
- 2006 Law & Order: Trial by Jury
- 2006 Disappearances
- 2007 Walk All Over Me
- 2007 Race to Mars
- 2007 The Funeral Party
- 2007—2010 The Tudors (Тюдори)
- 2008 Snow Buddies
- 2010 The Child Prodigy
- 2012 Missing
- 2013 The Storm Within (Rouge sang)[8]
- 2014 Law & Order: Special Victims Unit (Закон і порядок: Спеціальний корпус)
- 2015—2016 Vikings (Вікінги)
- 2015 Regression (Затемнення)
- 2016 Criminal Minds: Beyond Borders
- 2022 The Switch
- 2024 The Thawing of Ice[9]